# Tuntunguak Mountain
 (mai 2015).
Tuntunguak Mountain est une montagne des monts Akhlun, dans les monts Kuskokwim en Alaska, aux États-Unis.